# Zyzomys pedunculatus
Zyzomys pedunculatus är en däggdjursart som först beskrevs av Edgar Ravenswood Waite 1896.  Zyzomys pedunculatus ingår i släktet Zyzomys och familjen råttdjur. Inga underarter finns listade. De svenska trivialnamnen Macdonnellstenmus och Cape York stenmus förekommer för arten.
Hos arten är huvudet och bålen lika lång som svansen. På ovansidan förekommer gulbrun päls och undersidan är täckt av krämfärgad päls. Även den tjocka svansen är tät täckt med hår. Individerna når en vikt av 70 till 120 g. Pälsen på ovansidan är ganska styv. Liksom andra släktmedlemmar kan arten lätt tappa delar av pälsen och av svansen. Kroppslängden (huvud och bål) är 10,8 till 14,0 cm, svansen är 11 till 14 cm lång, bakfötternas längd är 2,5 till 2,9 cm och öronen är 2,0 till 2,3 cm stora.
Denna gnagare förekommer i centrala Australien i södra delen av delstaten Northern Territory. Arten hittades hittills i klippiga områden som var täckta av gräs, buskar eller glest fördelade träd men habitatet kan variera mer. Individerna äter frön och gröna växtdelar. I fångenskap hade honor tre eller fyra ungar per kull. Under år med mycket nederbörd kan honor para sig vid alla årstider. Individerna blir efter 8 till 10 månader könsmogna.
Zyzomys pedunculatus är aktiv på natten och den föredrar frön från växtsläktena Sida, Solanum och Glyceine. En infångad individ blev i fångenskap 7 eller 8 år gammal.
Mellan 1960 och 1995 hittades inga exemplar och därför antogs att arten var utdöd. Året 1996 blev den åter upptäckt. Det största hot mot Zyzomys pedunculatus är frigående katter. Kanske faller den ibland offer för rävar eller hundar. Dessutom kan bränder påverka beståndets storlek. IUCN kategoriserar arten globalt som akut hotad.